# Bestwin
Bestwin (prononciation : [ˈbɛstfin]) est un village polonais de la gmina de Zduny dans le powiat de Krotoszyn de la voïvodie de Grande-Pologne dans le centre-ouest de la Pologne.
Il se situe à environ 7 kilomètres à l'ouest de Zduny (siège de la gmina), à 11 kilomètres à l'ouest de Krotoszyn (siège du powiat) et à 86 kilomètres au sud de Poznań (capitale régionale).

## Histoire
De 1975 à 1998, le village faisait partie du territoire de la voïvodie de Kalisz.

Depuis 1999, Bestwin est situé dans la voïvodie de Grande-Pologne.